# Polyconoceras phaleratus
Polyconoceras phaleratus är en mångfotingart som beskrevs av Carl Graf Attems 1914. Polyconoceras phaleratus ingår i släktet Polyconoceras och familjen Rhinocricidae. Utöver nominatformen finns också underarten P. p. basiliscus.